# Красный Октябрь (Федоровский сельсовет)
Кра́сный Октя́брь — посёлок в Елецком районе Липецкой области. Входит в состав Федоровского сельсовета.

## География
Посёлок находится к югу от железнодорожной линии, на расстоянии 17 км к юго-востоку от города Елец, административного центра района.

### Часовой пояс
Посёлок Красный Октябрь, как и вся Липецкая область, находится в часовой зоне МСК (московское время). Смещение применяемого времени относительно UTC составляет +3:00.

## Население
| 2010 |
| ---- |
| 44   |

## Улицы
В посёлке имеется одна улица — Луговая.